# Cornwallis Island (Kanada)
Die Cornwallis-Insel (engl. Cornwallis Island) ist eine der Königin-Elisabeth-Inseln im kanadischen Territorium Nunavut.

## Lage
Sie liegt nördlich der Somerset-Insel, zwischen der Devon-Insel im Osten und der Bathurst-Insel im Westen. Sie hat eine Größe von 6995 km² und eine Küstenlinie von etwa 636 km, dabei ist sie etwa 115 km lang und zwischen 50 und 100 km breit.  Die Insel ist relativ flach. Das Gelände steigt von Nordwest nach Südost langsam an und erreicht zehn Kilometer westlich von Depot Point eine maximale Höhe von 359 m über dem Meer.
Die Insel wurde 1819 von William Edward Parry besucht, der sie nach William Cornwallis, einem britischen Admiral benannte. 1850/51 überwinterten William Penny und John Ross auf der Suche nach der verschollenen Franklin-Expedition in der Assistance Bay an der Südspitze der Insel. Im folgenden Frühling wurde der größte Teil der Küstenlinie kartiert. Trotzdem galt die Cornwallis-Insel noch bis 1859 als Halbinsel der Bathurst-Insel.
Die Siedlung Resolute (Inuktitut: Qausuittuq) liegt an der Südküste auf 74° 42' nördlicher Breite und 94° 34' westlicher Länge, besitzt einen Flugplatz und fungiert als Drehkreuz für die zentralarktischen Inseln von Nunavut. Der Ort hat etwa 200 Einwohner und ist die zweitnördlichste permanente Siedlung in Kanada. Gegründet wurde sie 1947 als kanadisch-amerikanische Wetterstation. 1954 wurden Inuit von der Regierung aus anderen Gebieten nach Resolute umgesiedelt, weil es hier mehr jagdbares Wild gab. Benannt ist der Ort nach dem Schiff HMS Resolute, eines der Schiffe, die in der Mitte des 19. Jahrhunderts nach der verschollenen Expedition von John Franklin suchten.